# Lloyd Appleton
Lloyd Appleton   (Iowa, 1 de febrer de 1906 - Oberlin, 17 de març de 1999) va ser un lluitador estatunidenc, especialista en lluita lliure, que va competir durant les dècades de 1920 i 1930.
El 1928 va prendre part en els Jocs Olímpics d'Amsterdam, on guanyà la medalla de plata en la competició del pes wèlter del programa lluita lliure.
Continuà lluitant fins als trials de classificació pels Jocs de Los Angeles de 1932, però no disputà els Jocs. Posteriorment es va llicenciar en educació per la Universitat de Colúmbia i Nova York i fou instructor a l'Acadèmia Militar de West Point durant més de 20 anys.